# Bartomeu Xatart i Boix
Bartomeu Xatart i Boix, en francès Barthélémy Joseph Paul Pages-Xatart (Prats de Molló i la Presta, Vallespir 1 de març de 1774 - 24 de novembre de 1846) va ser un polític i botànic nord-català. El 1796 va estudiar farmàcia a Perpinyà sota el mestratge de Josep Montoya i el 1801 va anar a Montpeller a completar els estudis. Va exercir d'alcalde de la seva vila de 1808 a 1814, i va recórrer les muntanyes del Vallespir, del Conflent, la Cerdanya i la Costa Vermella per estudiar les plantes de la flora pirinenca, del que en fou un expert. Va establir un jardí botànic particular al mas de Tellet amb 1.728 espècies, que finalment fou entregat a la facultat de Farmàcia de la Universitat de Montpeller. De 1815 a 1830 fou jutge de pau i de 1836 a 1845 fou conseller del Consell General dels Pirineus Orientals. Meissner li va dedicar un gènere d'umbel·líferes, el xatardia, al qual pertany el julivert d'isard.

## Homenatges
- Arianta xatartii (Farines, 1834), gasteròpode present a les muntanyes entre Vallespir i Catalunya del Sud